# Priessnitzovy lázně (Stará Bělá)
Priessnitzovy lázně se nacházejí v Bělském lese v městském obvodu Stará Bělá města Ostrava. Jsou to přírodní Priessnitzovy lázně na krátkém vybetonovaném úseku potůčku pod restaurací Starobělská Koliba na trase naučné stezky Cesta vody. Geograficky se nacházejí v geomorfologickém podcelku Oderská brána v Moravskoslezském kraji a na Moravě.

## Historie a popis
Priessnitzovy lázně, které vznikly v roce 2023, jsou odpočinkovou zónou Bělského lesa a mají dva mělké bazény umístěné pod opěrnou zídkou. Hlavní bazén má délku 8 m, šířku 1,2 m a hloubku vody v prvním bazénu 0,15 až 0,3 m a ve druhém bazénu 0,35 až 0,45 m. Místo je vhodné pro klasickou Priessnitzovu koupel nohou a masáž nohou. Lidé se zde mohou naboso procházet studeným vodním tokem a tak plantárně masírovat nohy. Dno bazénů je dlážděné oblázky rozmanitého vzhledu a tvaru podobně jako hmatový chodník, který je hned vedle bazénů. Ve spodní části většího bazénu je umístěno malé dubové stavidlo pro regulaci výšky hladiny. Prostor Priessnitzových lázní je vhodně doplněn lavičkami z masivního dubu. Dílo vzniklo v rámci revitalizace prostoru Bělského lesa.

## Další informace
Priessnitzovy lázně jsou celoročně volně přístupné.